# Leptoscyphus obcordatus
Leptoscyphus obcordatus là một loài rêu tản trong họ Geocalycaceae. Loài này được (Spruce) Grolle miêu tả khoa học lần đầu tiên năm 1962.